# Corinto Bellotti
Corinto Bellotti (Carrara, 26 novembre 1911 – Cielo della costa della Sicilia, 27 dicembre 1940) è stato un militare e aviatore italiano, pilota di linea nella compagnia Ala Littoria, tenente pilota del 9º Stormo Bombardamento Terrestre della Regia Aeronautica e decorato con la medaglia d'oro al valore aeronautico alla memoria.

## Biografia
Nacque a Carrara il 26 novembre 1911, figlio di Guglielmo Bellotti e Francesca Granai.  Nel febbraio 1933 si arruolò nella Regia Aeronautica come aviere allievo ufficiale di complemento, e nell'aprile successivo iniziò a frequentare la scuola di pilotaggio di Sesto San Giovanni. Nel mese di ottobre, come aviere scelto, frequenta la Scuola Osservazione Aerea di Grottaglie conseguendo il brevetto di nominato pilota di aeroplano su apparecchio S.C. 4, e nel mese di novembre quello di pilota militare su velivolo Caproni Ca.100.
Nel gennaio 1934 è assegnato al 26º Gruppo Autonomo Bombardamento Terrestre come sottotenente pilota per svolgere il servizio di prima nomina, e nel febbraio successivo è assegnato al 9º Stormo Bombardamento Terrestre.
Nel mese di marzo termina il servizio di prima nomina e prolunga la ferma diverse volte, di tre mesi in tre mesi. Nel mese di agosto 1936 è collocato in congedo ed trasferito in forza al Centro R.M. della 3ª Zona Aerea Territoriale.
Nel corso del 1936 è trattenuto in servizio per mobilitazione generale, e nel dicembre dello stesso anno, come tenente pilota, è in servizio al 9º Stormo Bombardamento Terrestre. Divenuto pilota presso la compagnia Ala Littoria, tra il 1936 e il 1937 volò sulle rotte interne in Albania, servizio espletato dalla compagnia su appalto del governo albanese, sui velivoli Breda Ba.44, Caproni Ca.308 e Savoia-Marchetti S.71, insieme a Max Peroli, Mario Doria, e Cesare Amoroso.
In seguito all'Occupazione italiana dell'Albania entra a far parte della 611ª Squadriglia, nel mese di dicembre 1939 è trasferito in servizio al Comando Aeronautica Albania, e nel febbraio 1940 viene richiamato in servizio attivo a domanda. Viene posto nuovamente in congedo nel mese di maggio, ma dopo l'entrata in guerra del Regno d'Italia, avvenuta il 10 giugno, e richiamato alle armi per misure militari di carattere eccezionale, Centro di Affluenza di Roma, poi al Distaccamento Aeroporto del Littorio, di Roma. Prende parte alla operazioni sul fronte occidentale contro la Francia, e poi nel mese di ottobre è assegnato al Gruppo Speciale da Bombardamento. Perde la vita il 27 dicembre 1940, durante un volo di trasferimento di un'aeroambulanza dall'Africa Settentrionale Italiana alla Sicilia, sul cielo di Siracusa. Fu decorato di Medaglia d'oro al valore aeronautico alla memoria.
Corinto Bellotti è stato citato da Filippo Tommaso Marinetti nel dimenticato aeropoema Canto eroi e macchine della guerra mussoliniana, opera futurista di propaganda bellica stampata nel 1942 e mai più ripubblicata. Nel lavoro di Marinetti vengono celebrati diversi eroi di guerra dell’Esercito, della Marina, dell’Aeronautica ecc.

### Annotazioni
1. ↑  Si tratta di Manlio Savaré, Costantino Borsini, Vincenzo Ciaravolo, Mario Visintini, Gabriele Pepe, Corinto Bellotti, Morgagni, Italo Balbo, Bruno Mussolini, Pagliarini e dei carabinieri di Culquabert.

### Fonti
1. ↑  Trotta 1978, p. 28.
2. 1 2 3  Ufficio Storico dell'Aeronautica Militare 1977, p. 63.
3. ↑  Brotzu, Caso, Cosolo 1975, p. 21.
4. ↑  Brotzu, Caso, Cosolo 1975, p. 22.
5. ↑  Sartini Blum 1996, p. 146.
6. ↑  Lambiase, Nazzaro 1977, p. 401.
7. ↑  Bollettino Ufficiale 1941, disp.20, pag.790.